# Randolph (Utah)
Randolph é uma cidade localizada no estado norte-americano de Utah, no Condado de Rich.

## Demografia
Segundo o censo norte-americano de 2000, a sua população era de 483 habitantes.
Em 2006, foi estimada uma população de 464, um decréscimo de 19 (-3.9%).

## Geografia
De acordo com o United States Census Bureau tem uma área de
2,7 km², dos quais 2,7 km² cobertos por terra e 0,0 km² cobertos por água.

## Localidades na vizinhança
O diagrama seguinte representa as localidades num raio de 36 km ao redor de Randolph.